# رأب القضيب
رأب القضيب هو بناء أو إعادة بناء القضيب، أو التعديل الاصطناعي للقضيب عبر الجراحة. ويُستخدم المصطلح أحيانًا للإشارة إلى عملية تكبير القضيب.
أُجريت أول عملية رأب قضيب بغرض تغيير نوع الجنس على مايكل ديلون، وهو رجل عابر جنسيًا (متحول)، في عام 1946 على يد الطبيب هارولد غيليس، وهي موثقة في كتاب باغان كينيدي «أول رجل من صنع الإنسان».

## التاريخ
أجرى الجراح الروسي نيكولاج بوغوراز أول عملية إعادة بناء كامل للقضيب مستخدمًا غضروفًا ضلعيًا في قضيب أعيد تشكيله باستخدام سديلة (شريحة) من البطن بشكل أنبوب في عام 1936. جرت أول عملية لتغيير نوع الجنس من أنثى إلى ذكر في عام 1946، على يد الطبيب هارولد غيليس، أجراها لزميله الطبيب العابر جنسيًا مايكل ديلون، وظلت التقنية التي استخدمها التقنية المعيارية لعقود. أتاح التقدم اللاحق في الجراحة المجهرية مزيدًا من التقنيات.

## الاستطباب
يجرى تشكيل القضيب الكامل أو إعادة تشكيله عند المرضى الذين:
- ولدوا مصابين بعيوب خلقية مثل صغر القضيب أو الإحليل الفوقاني أو الإحليل التحتي.
- فقد القضيب
- يُرغب في هذه الحالة بإجراء جراحة إعادة تحديد الجنس ضمن خطة تغيير الجنس.

## التقنيات والإجراءات المتعلقة
تُستخدم تقنيات مختلفة في عملية رأب القضيب. لتشكيل «قضيب جديد» تُستخدم سديلة نسيجية من موقع مانح (كالساعد). مدّ الإحليل على طول القضيب الجديد هو هدف آخر في جراحة رأب القضيب.
تكون الجراحة عند متوافقي الجنس أبسط من جراحة العابرين جنسيًا من إناث إلى ذكور، إذ يُمد الإحليل مسافة أقصر. ينتهي الإحليل عند الرجل العابر قرب فتحة المهبل وتجب إطالته كثيرًا. إطالة الإحليل هو الجزء الذي تحدث فيه معظم المضاعفات.
في كل أنواع رأب القضيب عند العابرين جنسيًا، يمكن إجراء جراحة رأب الصفن باستخدام الشفرين الكبيرين لتشكيل كيس الصفن وتُدخَل الخصيتان الاصطناعيتان فيه. إن لم تُجرَ عمليات استئصال المهبل واستئصال الرحم و/أو استئصال المبيضين، يمكن أن تجرى مع رأب الصفن في وقت واحد.
بخلاف الميتويديوبلاستي (جراحة تشكيل القضيب باستخدام نسيج البظر النامي نتيجة إعطاء التستوستيرون لفترة)، تتطلب عملية رأب القضيب زرع جهاز لتحقيق الانتصاب. يجرى هذا في عملية جراحية منفصلة لإتاحة الوقت للشفاء. توجد عدة أنواع من الأجهزة الاصطناعية التي تحقق الانتصاب، ومنها الأجهزة الطبية المطواعة الشبيهة بالعصي والتي تسمح للقضيب الجديد بالانتصاب أو الارتخاء. ليكون الجهاز خيارًا آمنًا يجب أن يكون القضيب الجديد بطول وحجم مناسبين. معدل النجاح طويل الأمد لزرع هذه الأجهزة في القضيب الجديد أقل من معدل النجاح في عمليات إعادة تشكيل القضيب عند الذين ولدوا يملكون قضيبًا. يساعد الإحساس الجيد في القضيب المُعاد تشكيله على تقليل خطر حت الجلد بالجهاز المزروع.
استخدمت التقنيات السابقة طعومًا عظمية في عملية الرأب. أثبتت المتابعة طويلة الأمد من ألمانيا وتركيا لأكثر من 10 سنوات أن الصلابة في القضيب الجديد في هذا النوع من العمليات بقيت دون مضاعفات لاحقة. لسوء الحظ، لا يمكن أن يرتخي القضيب المعاد بناؤه  دون أن ينكسر الطعم العظمي الداخلي.
يمكن إطالة القضيب مؤقتًا عبر عملية تحرير الرباط المعلق للقضيب في مكان ارتباطه بالعظم العاني، ما يسمح بتقدم القضيب نحو الخارج. يُنفذ الإجراء بشق أفقي حذر في منطقة العانة ليساعد شعر العانة في إخفاء الشق. ولكن، يمكن أن تتسبب الندبة بتراجع القضيب. لذلك، ترى الرابطة الأمريكية لجراحة المسالك البولية «أن فصل الرباط المعلق للقضيب بغية زيادة طول القضيب عند البالغين إجراء لم تثبت فعاليته وأمانه». من نوفمبر 2009، ما زالت الأبحاث جارية لتصنيع الجسم الكهفي (النسيج الانتصابي) في المختبر عند الأرانب للاستخدام النهائي عند المرضى الذين يحتاجون إلى جراحة رأب القضيب. بين الأرانب المستخدمة في الدراسات الأولية، استجاب 8 أرانب من أصل 12 بيولوجيًا للمحفزات الجنسية التي كانت مماثلة لمجموعة المراقبة (التحكم)، سببت أربع حالات منها التلقيح.

## البدل القضيبية
المقال الأساسي: بدلة قضيبية

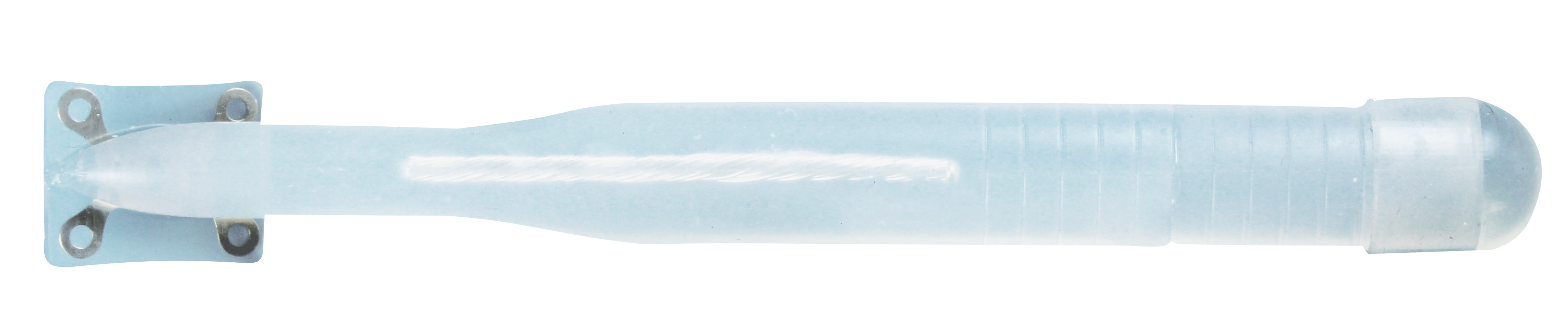
بدلة قضيبية شبه صلبة عريضة ZSI 100 FTM

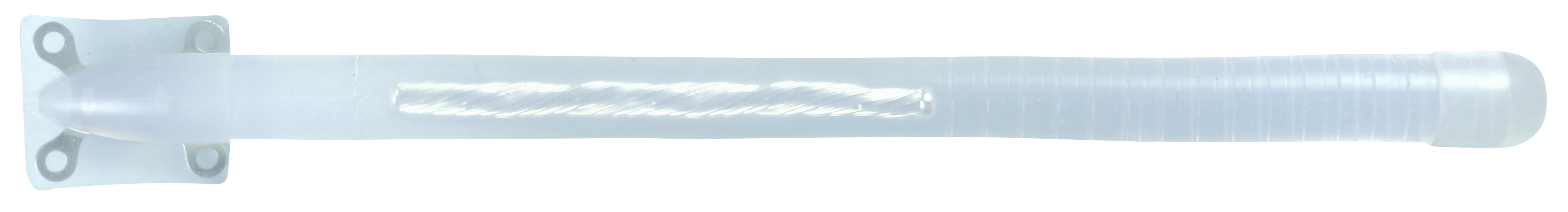
بدلة قضيبية شبه صلبة رفيعة ZSI 100 FTM

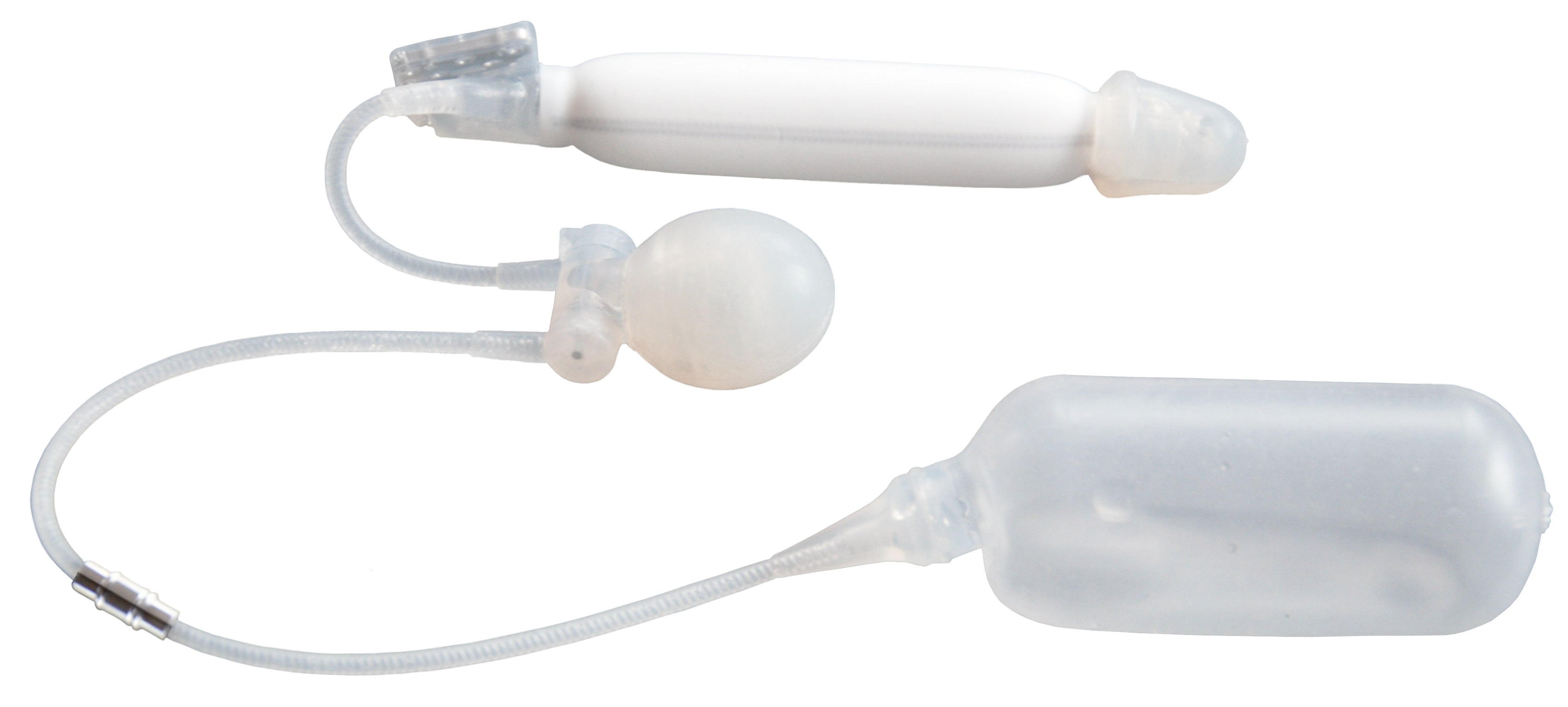
بدلة قضيبية قابلة للنفخ ZSI 475 FTM

تتطلب عملية رأب القضيب زراعة بدلة قضيبية إصطناعية ليتمكن المريض من الحصول على إنتصاب. البدلة القضيبية الإصطناعية هي جهاز طبي يتم زرعه وهدفه استعادة قساوة الإنتصاب وبناء القضيب الجديد في الرجال المتحولين جنسياً. يتم القيام بزرع البدلة عادةً في عملية جراحية منفصلة وذلك من أجل السماح للأنسجة بالشفاء بشكل جيد.
يتم القيام بعملية رأب القضيب بطريقة فالوبلاستي في الرجال المتوافقين جنسياً والرجال المتحولين جنسياً منذ سبعينيات القرن العشرين. المشكلة الأساسية كانت غياب الجسم الكهفي للقضيب في الرجال المتحولين جنسياً، فالبدل القضيبية العادية تم تصميمها لتزرع في الجسم الكهفي للقضيب، وهي ليست مناسبة للمرضى المتحولين جنسياً، ومسؤولة عن العديد من المضاعفات. من المهم أن يعرف المرضى الذين سيخضعون لعملية رأب القضيب عن معدل المضاعفات المرتفع الذي يرافق هذه العمليات الجراحية، بالإضافة إلى عدم القدرة على التنبؤ بالنتائج على المدى الطويل.
منذ 2015 تقوم شركة زيفير للبدل الجراحية بتصنيع نوعين من البدل القضيبية المصممة خصيصاً للرجال المتحولين جنسياً، نوعٌ قابل للنفخ، ونوع شبه صلب. النوعان يتألفان من قاعدة يتم تثبيتها على عظمة العانة، جسم، وحشفة. البدلة القابلة للنفخ لديها خزان بشكل بالون يوضع في منطقة الحوض، بالإضافة إلى مضخة تزرع في الصفن الجديد.
الأسطوانة التي يتألف منها جسم البدلة القابلة للنفخ مملؤة بالمحلول الملحي العقيم. القيام بضخ المحلول الملحي إلى داخل هذه الأسطوانة يولد إنتصاباً. هناك شبه كبير بين المضخة والخصية العادية، ولذلك يمكن للمضخة أن تستخدم كبدلة للخصية عند رأب الصفن في العملية ذاتها.

## شرح التقنيات

### سديلة من الذراع
العملية التي تستخدم الساعد ليكون موقعًا مانحًا هي الأسهل تنفيذًا ولكنها تُحدث ندبة غير مرغوب فيها من الناحية التجميلية في المنطقة الظاهرة من الذراع. تتأثر وظيفة الذراع إذا لم يشفى الموقع المانح بشكل صحيح. يُستخدم التحليل الكهربائي و/أو تقليل الشعر بالليزر للحصول على قضيب جديد خالٍ من الشعر نسبيًا.
في بعض الأحيان، تجرى عملية ميتويديوبلاستي كاملة قبل أشهر من عملية رأب القضيب لتقليل احتمال حدوث المضاعفات بعد جراحة رأب القضيب. يُحتفظ بالإحساس من خلال الأنسجة البظرية عند قاعدة القضيب الجديد، ويحاول الجراحون في الغالب توصيل الأعصاب من البظر أو مكان قريب إلى القضيب الجديد. قد تتصل الأعصاب في السديلة مع أعصاب النسيج الذي تُربط به. لا يضمن ذلك بالضرورة القدرة على تحقيق النشوة الجنسية التناسلية بعد الشفاء، إذ إن الفائدة الأساسية لإعادة توصيل الأعصاب هي التأكد من قدرة القضيب على الإحساس بالأذية، ومن النادر أن تُفقَد القدرة على الوصول إلى النشوة الجنسية.
تتشابه الخطوات التالية لهذه التقنية مع الطرق الأخرى بعدة نواحٍ، ولكن تشكيل الحشفة يختلف.
- تبدأ العملية الجراحية (بعد تحضير المريض) بوضع علامة على الساعد بقياس الطعم. بعد أخذ الطعم، يُستخدم طعم آخر لتغطية الذراع (ما يؤدي إلى نشوء ندبة ثانوية).
- يُقطّع الطعم لكشف الأوردة والأعصاب الجلدية الزندية. (يجرى بعناية لإعادة تثبيته لاحقًا).
- إذا أُريد تشكيل الإحليل في وقت تشكيل القضيب، يوصل في هذه المرحلة. وإلا تُشكل الحشفة. يُجرى أحيانًا رأب الحشفة في مرحلة جراحية منفصلة بعد إطالة الإحليل.
- «يُستعار» جزء من الوريد المارّ إلى مغبن المريض لتسهيل وصل الطعم بالأنسجة الموجودة.
- يوصل الوريد بعناية بالشريان الفخذي.
- تُربط التروية الدموية من الطعم والوريد المارّ إلى الشريان الفخذي.
- تُستأصل قلنسوة وأربطة البظر وتُعزل حزمة الأعصاب في ذلك الوقت. يفترض هذا أن الأنسجة البظرية دُمجت (دُفنت) في قاعدة القضيب، إلا أن بعض الجراحين يقدمون خيار ترك البظر على حالته بعد إجراء الميتويديوبلاستي.
- توصل السديلة جزئيًا بينما يحاول الجراح وصل حزم الأعصاب.
- إذا مُدد الإحليل، يربط في هذه المرحلة بقثطرة تبقى في فترة الشفاء لمدة تتراوح من أسبوعين إلى أربعة أسابيع. وإلا، يُخاط الجلد و/أو يُشكل كيس الصفن.

إذا اختار المريض إطالة الإحليل إلى حشفة القضيب الجديد، تُجرى الخطوات التالية:
- يُحقن الشفران الصغيران بمزيج من الماء المالح والإيبينيفرين.
- يفتح الشفران وتُفصل طبقاتهما باستخدام مبضع حاد ومسنن.
- يلف الجراح الطبقات حول قثطرة ويخيطها.
- يمكن استخدام سديلة مخاطية من المهبل لوصل الإحليل الأصلي بالجزء الجديد. ويجرى هذا غالبًا في جراحة أُخرى. تشمل المواقع المانحة البديلة الفم/الخدين وتجريبيًا الأمعاء. إذا لم يُستخدم الشفران الصغيران في تشكيل امتداد الإحليل، (أو في حال وجود مادة متبقية منهما بكمية جيدة)، يمكن استخدامهما في تشكيل الحشفة لتحقيق نتائج أفضل مقارنة بطعم جلدي كامل السماكة.

### سديلة من جانب الصدر
وهي تقنية نوعاً ما جديدة، تستخدم بها سديلة تؤخذ من جانب الصدر تحت الإبط (musculocutaneous latissimus dorsi free transfer flap بالإنكليزية)، وهي تعد تقدماً في مجال رأب القضيب. أهمية هذه التقنية مقابل السديلة التي تؤخذ من الذراع:
- عدم وجود الشعر
- شكل تجميلي يشبه اللون الطبيعي للجلد (الحشفة يمكن تلوينها باستخدام الوشم)
- القدرة على الإحساس اللمسي (كما وأي نوع آخر من رأب القضيب، هذا لا يعني أنه يمكن تحقيق هزة الجماع من العضو الجديد بعد التعافي، فالإحساس الجنسي محصور فقط بقاعدة القضيب الجديد)
- تترك ندبة غير بارزة
- لديها نسبة مضاعفات جراحية أقل في العملية الأساسية وفي عملية زرع البدلة القضيبية.

#### السيئات تتضمن
يتم استخدام عصب حركي، لذلك فالشعور الجنسي لا يمكن الحصول عليه، بل يمكن الحصول على الشعور اللمسي فقط.
يمكن لهذه التقنية شد الحلمة نحو الجانب، وبذلك قد تفقد الحلمة موقعها الطبيعي
هذه العملية تتألف من ثلاث أجزاء يتم اجراءها خلال فترة 6 إلى 9 أشهر. الخطوات:
- بناء القضيب الجديد باستخدام سديلة حرة من جانب الصدر
- العملية تبدأ (بعد تحضير المريض) بوضع علامة على جانب الصدر الذي ستؤخذ منه السديلة
- يتم فصل السديلة بشكل يكشف الأوردة والعصب الصدري الظهري
- يتم تحويل شكل السديلة (فيما لا تزال متصلة بالشرايين المغذية) لتبدو كالقضيب من خلال لف الأطراف نحو بعضها
- يتم «إستعارة» جزء من الوريد الذي يغذي الأربية لدمج السديلة مع النسيج الموجود بسهولة
- يتم توصيل هذا الوريد بحذر بالشريان الفخدي
- يتم توصيل شرايين السديلة مع الوريد الموصول بالشريان الفخدي
- يتم قص الغطاء والرباط البظري، وفصل حزمة الأعصاب
- يتم توصيل السديلة جزئياً بينما يحاول الجراح توصيل حزمات الأعصاب

عند التعافي في المرحلة الأولى، يتم حماية القضيب الجديد من التلامس مع الأنسجة المجاورة باستخدام إكساء مخصص لمنع المضاعفات التي قد تشكل خطراً على التغذية الدموية
بعد 3 شهور، يتم القيام بعملية رأب الإحليل
- يتم صناعة مجرى في القضيب الجديد، ثم يتم زراعة سديلة تؤخذ من الغشاء المخاطي للفم في هذا المجرى، ويتم توصيلها مع الإحليل الأصلي للسماح بالتبول وقوفاً
- يتم وضع قسطر فولي لأسابيع للسماح بالشفاء

### سديلة من القدم
عملية رأب القضيب بسديلة من القدم مشابهة لتلك التي تستخدم سديلة من الساعد، بخلاف أنها تسمح للمريض بتغطية جرح السديلة بسهولة من خلال الجرابات أو البنطال. باقي التفاصيل هي ذاتها تلك مع سديلة الساعد، كالحاجة إلى إزالة الشعر النهائية قبل العملية. يمكن استخدام سديلة القدم مع سديلة اليد لبناء الإحليل أو تجميل القضيب الجديد.

### سديلة من محيط العانة
تؤخذ سديلة من محيط العانة، عادةً تكون من أسفل البطن تحت السرة. بناءً على ذلك، غالباً ما تترك هذه العملية ندبةً كبيرة قد تشكل تشوهاً للبعض. بالإضافة إلى هذا، فالسديلة قد لا تنتج شكلاً مشابه للقضيب الطبيعي، وقد لا تحتمل بدلة قضيبية لمدة زمنية طويلة. يجب إزالة الشعر نهائياً قبل العملية.

### طريقة جيليز
هذه الطريقة الجراحية قام بريادتها السير هارولد ديلف جيليز، وإعتبرت إحدى أولى طرق رأب القضيب الناجحة. العملية هي عبارة عن سديلة تؤخذ من البطن وتلف على شكل قضيب، ثمة يستخدم جزء آخر من الجلد لصناعة إمتداد الإحليل، «أنبوب داخل قضيب». البدل القضيبية التي استخدمت في الماضي كانت من نوع البدل شبه الصلبة. وفي تطوير لاحق تم إضافة استخدام عنيق دموي تترك مكانها لمنع موت الأنسجة قبل أن يتم زراعتها. أغلب الطرق الجراحية التي تم ذكرها تتضمن استخدام عنيق دموي مع السديلة.

### عضل البطن
السديلات العضلية قد اكتسبت شهرةً واسعة. هذه العملية تتطلب 3 خطوات على الأقل وتتضمن زراعة بالون للتوسيع لتقليل الجلد الذي يحتاج أن يزرع. القضيب الجديد يكون شكله عادةً أقل من طبيعي، ولا يمكنه إحتمال بدلة قضيبية على مدى طويل.

### بدلة سيليكونية طرية تحت-جلدية
تتضمن هذه الطريقة وضع بدلة سيليكونية طرية تحت جلد القضيب 

### طريقة ال-«لا-لمس» الجراحية
هذه الطريقة لزراعة البدلة القضيبية هي طريقة تم تصميمها من قبل الجراح ج. فرنسوا ايد. زراعة البدل عبر طريقة ال-«لا-لمس» الجراحية (No-touch Surgical Technique) يقلل من إحتمالية الإلتهاب بعد الجراحة.
البدل القضيبية تقدمت مؤخراً من ناحية التصميم وطريقة الإنشاء، مما زاد من مدة حياتها. في هذا الوقت، أصبح الإلتهاب السبب الأساسي لفشل البدل. بالرغم من أنها غير شائعة (0.06% إلى 8.9%)، تتسبب الإلتهابات في البدل بمشاكل كبيرة للمريض، قد تتطلب إزالة الجهاز، مما قد يتسبب بفقد القدرة على الإنتصاب وتشوه شكل القضيب. قد تنتقل البكتريا إلى الجهاز من خلال الملامسة المباشرة لجلد المريض خلال العملية. أكثر من 70% من الإصابات تأتي من ميكروبات جلدية كالبكتريا العنقودية البشروية (الاسم العلمي:Staphylococcus epidermidis) أو البكريرية العقدية (بالإنجليزية: Streptococcus)‏ أو المبيضة البيضاء.
الإستراتيجيات التقليدية لمواجهة الإلتهابات تهدف إلى تقليل أعداد مستعمرات البكتريا على الجلد من خلال مسح الجلد بالكحول أو الكلورهيكسدين، أو قتل البكتريا عند زراعة البدلة، عبر حقن المضادات الحيوية في الوريد، أو تغسيل البدلة بالمضادات الحيوية، أو استخدام بدلة تمتلك غلاف من المضادات الحيوية. تقنية ال-«لا-لمس» هي فريدة من نوعها بأنها تهدف إلى منع تلوث البدلة البكتيري من خلال منع ملامسة الجهاز للجلد نهائياً.
من خلال جمع هذه التقنية مع البدل المغلفة بالمضاد الحيوي، يمكن تخفيف معدل الإلتهابات إلى 0.46%، وهو أقل بشكل ملحوظ من المعدل العام (5%).  استخدام بدلة مغلفة بالمضاد الحيوي، تقنية ال-«لا-لمس»، تعقيم الجلد، وحقن المضاد الحيوي عبر الوريد خلال العملية، كلها مهمة جداً في منع وتخفيف الإلتهابات المتعلقة بالبدلة القضيبية. ج. فرانسوا ايد قام بتطوير  تقنية ال-«لا-لمس» عام 2006 باعتماده على نظرية تقول بأن منع التلامس بين البدلة والجلد، إن كان مباشراً أو غير مباشراً عبر الأدوات الجراحية أو القفازات، سيقلل من معدل تلوث الجهاز بالنبيت الجلدي (البكتريا التي تعيش على الجلد)، المسؤول عن الإلتهاب.

#### العملية
قبل 3 أيام من العملية، يبدأ المريض بأخذ حبوب المضادات الحيوية البكتيرية (عادةً كوينولون). خلال هذا الوقت، يقوم المريض بتنظيف أسفل بطنه ومنطقة العانة يومياً. قبل العملية بساعة أو ساعتين، يعطى المريض فانكوميسين أو جينتامايسين عبر الوريد (مضادات بكتيرية). يتم حلاقة منطقة العانة وأسفل البطن، ثم تغسيلهما بالكلورهكسيدين والكحول. بعد ذلك يتم تغطية المنطقة، ويتم وضع «غطاء في» (Vi Drape) ليغطي منطقة العانة. قبل بدء الجراحة، يتم وضع قسطر فولي في المثانة من خلال الإحليل.
يتم القيام بشق طوله 3 سم على رفاء الصفن ويتم التشريح عبر الأنسجة تحت-الجلدية حتى الوصول إلى لفافة بوكس. يستخدم مبعاد سكوت (Scott retractor)، وهو جهاز مرن يبقي الجلد في المنطقة الجراحية مفتوحاً.
حتى هذه المرحلة، تتبع العملية الجراحية الإحتياطات التعقيمية الجراحية الاعتيادية. في هذه المرحلة من تقنية ال-«لا-لمس»، وبعد القيام بشق الجلد، يتم التخلص من جميع الأدوات الجراحية والقفازات التي قامت بملامسة الجلد. بعد ذلك يتم وضع غطاء خفيف ليغطي مكان الجراحة، ويتم تثبيته على الأطراف باستخدام اللاصق. بعد ذلك يتم إنشاء شق في الغطاء فوق الشق الجلدي الأساسي، ثم تستخدم تعاليق صفراء لتثبيت أطراف الفتحة بأطراف الشق الجلدي، مما سيسمح بتغطية وعزل جلد المريض بطريقة كاملة. عند هذه المرحلة، يتم استقدام أدوات جراحية جديدة، ثم توضع البدلة في مكانها عبر الفتحة في الغطاء. يسمح الغطاء الخفيف بتحريك القضيب والصفن عند الحاجة لإتمام العملية دون لمس الجلد.
زراعة البدلة تستكمل عبر شق وتوسيع في الجسم الكهفي للقضيب، تحديد قياس الأسطوانات القضيبية ووضعها، ثم زراعة المضخة في الصفن، والخزان في الفراغ خلف العانة. يستخدم المحلول الملحي العقيم خلال الزراعة لتغسيل المجال الجراحي. عند إغلاق الجسم الكهفي للقضيب، وتغليف البدلة بجميع اجزائها بطبقة من لفافة بوكس، يتم تسكير النسيج تحت-الجلدي، ويتم إزالة غطاء ال-«لا-لمس»، وتسكير الجلد.

### المستقبل
في المستقبل، قد يكون هناك دور للهندسة البيولوجية في إنشاء قضيب بشري يعمل بشكل طبيعي.

## المضاعفات الشائعة
مع تطور عملية رأب القضيب عبر العقود، انخفضت نسبة المضاعفات والأخطار المرافقة لها. بالرغم من هذا، يبقى إحتمال الحاجة إلى المراجعة الجراحية أو التصحيحية عند حصول فشل في الالتئام الصحيح.
اظهرت دراسة اجريت على الرجال بعد العملية أن معدل 25% من هؤلاء عانى من واحدة أو أكثر من المضاعفات في القضيب الجديد. المضاعفات التي تم التحدث عنها:
- خسارة القضيب الجديد بسبب مشاكل جراحية أو مشاكل في تدفق الدم
- خثار في الوريد الرأسي (تخثر في الدم أو تجلط)
- إقفار شرياني (تدفق دم غير كافي)
- إلتهاب
- نخر قاصٍ محدود (موت جزء من القضيب الجديد)
- ورم دموي

في الدراسة نفسها، سجلت نسبة المضاعفات في الإحليل الجديد نسبة أعلى (55%). أهم المضاعفات المذكورة:
- ناسور بولي يتطلب فغر عجاني إحليلي (perineal urethrostomy)
- ناسور بولي يتطلب علاج متحفظ
- إنحسار في البول (بسبب تضيق الإحليل الجديد)
- تغيير البدلة القضيبية بسبب المضاعفات
- إزالة البدلة القضيبية

هناك أيضاً إحتمال حصول انصمام دهني، خاصةً مع شفط الدهون وزرعه، وهي عملية جراحية تتضمن شفط الدهون وحقنها في وجه المريض، صدره، مؤخرته، أو قضيبه.